# Doxophyrtis
Doxophyrtis é um gênero de mariposa pertencente à família Acrolepiidae.